# بتامتازون/دکسکلرفنیرامین
بتامتازون/دکسکلرفنیرامین (با نام‌های تجاری Betadexin, Celestamine) دارویی ترکیبی حاوی بتامتازون و دکسکلرفنیرامین مالئات برای درمان وضعیت‌های آلرژیک است. بتامتازون یک استروئید برای تسکین خارش و التهاب است در حالی که دکسکلرفنیرامین مالئات یک آنتی هیستامین برای درمان کهیر است.